# Зеленопілля (Бахмутський район)
Зеленопі́лля — селище Бахмутської міської громади Бахмутського району Донецької області, Україна.
Населення за переписом 2001 року становило 316 осіб.
Клімат помірно-континентальний.
У селищі діє дитячий садок «Берізка», Зеленопільський сільський клуб-бібліотека, Зеленопільська сільська бібліотека.